# كريستوفر بي لونغ
كريستوفر بي لونغ (بالإنجليزية: Christopher P. Long)‏ هو فيلسوف أمريكي، ولد في 1969.

## وصلات خارجية
- الموقع الرسمي